# Pouy-Loubrin
 Pouy-Loubrin  là một xã thuộc tỉnh Gers trong vùng Occitanie tây nam nước Pháp. Xã này có độ cao trung bình 271 mét trên mực nước biển.

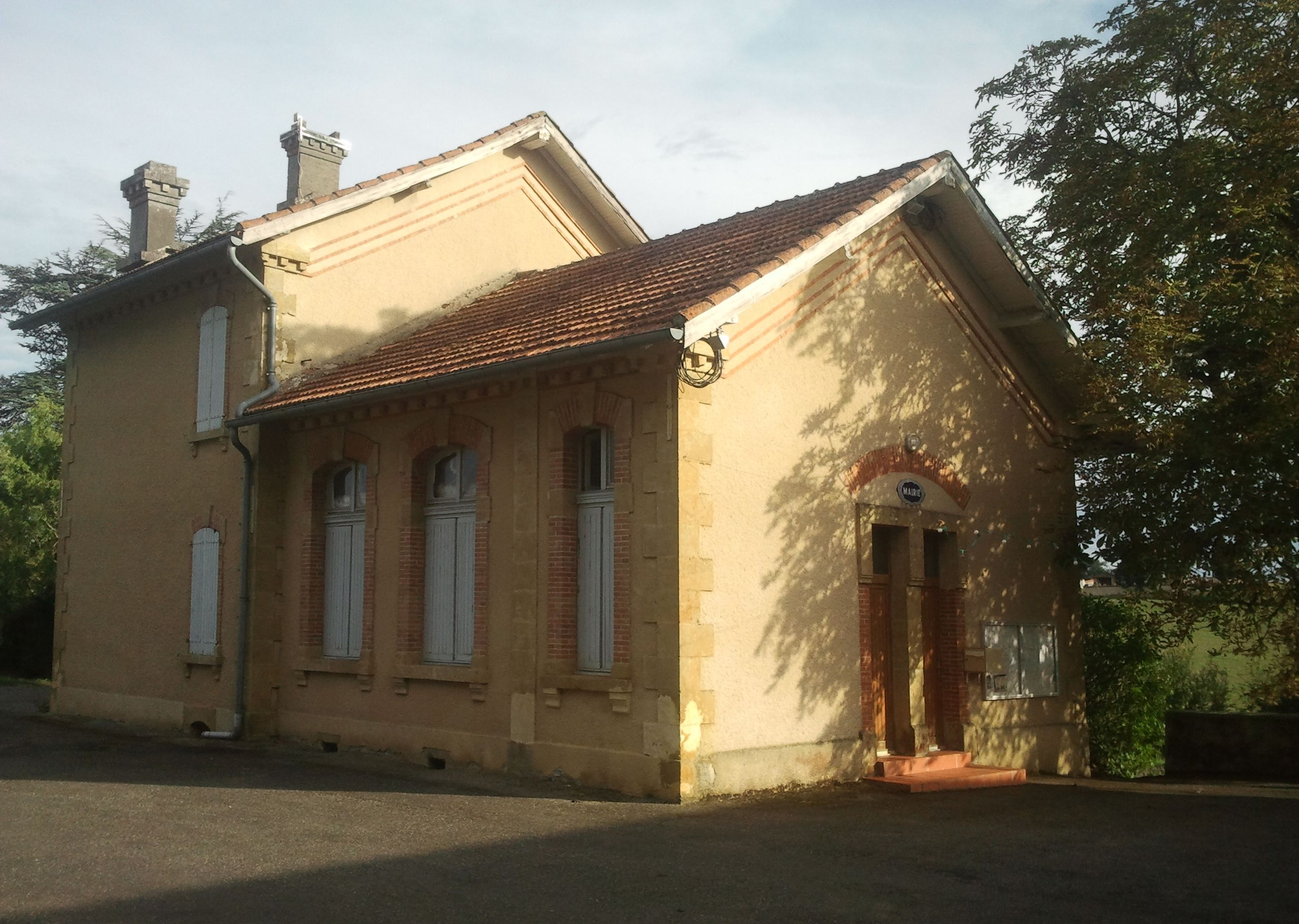
Pouy-Loubrin